# Alan Stubbs
Alan Stubbs (Kirkby, 1971. október 6. –) angol labdarúgó, edző.

## Pályafutása

### Bolton Wanderers
Stubbs a Boltonban kezdte pályafutását, ahol több mint 200 alkalommal lépett pályára. Ő volt a csapatkapitány, amikor 1995-ben a Wanderers kikapott a Wembley Stadionban rendezett Ligakupa-döntőn a Liverpool ellen. A második londoni látogatása jobban sikerült, akkor egy emlékezetes mérkőzésen 4–3-ra nyert a Bolton a Reading ellen a másodosztály rájátszásának döntőjén. 1996-ban a Celtichez igazolt, ahol több trófeát – többek közt bajnokságot, skót kupát és Skót Ligakupát – is nyert.

### Everton
2001 nyarán Stubbs az Everton játékosa lett. Akkor úgy nyilatkozott, hogy mindig is ott szeretett volna futballozni, bár elárulta, hogy döntésében az is szerepet játszott, hogy szeretett volna visszatérni szülőföldjére, Merseyside-ra feleségével, Mandyvel.
Hamar feltalálta magát a Stolverkosoknál és állandó kezdő lett, több szezonon keresztül ő volt a liverpooliak egyik legelismertebb védője. A 2004/05-ös szezon végén úgy döntött, hogy távozik, mivel a csapat mindössze egy évre hosszabbította volna meg a szerződését, amivel nem volt megelégedve.

### Sunderland
A védő 2005 augusztusában a Sunderlandhez igazolt, ahol a jó kezdet ellenére hamar kikerült a kezdőből és egyre kevesebb lehetőséget kapott. Többek között ezért is gyakran szóba hozták az Evertonnal, ezek a híresztelések csak erősödtek, mikor egy televíziós közvetítés alkalmával észrevették, hogy ő is a Goodison Park lelátóin ül. Később Stubbs azt mondta, hogy csak azért volt ott, mert a lánya Everton-szurkoló.

### Everton
Visszatérése után Stubbs azt mondta, olyan volt a Sunderlandnél eltöltött idő, mintha addig sérült lett volna és korábbi távozását hibának nevezte. Arról is beszélt, hogy még a Fekete Macskák játékosaként ünnepelt, amikor Tim Cahill győztes gólt szerzett ellenük. Emiatt nagyon népszerűtlen lett a Sunderland-drukkerek szemében, akik az Everton és a Sunderland közös mérkőzésén 2006. április 1-jén minden labdaérintésénél kifütyülték.
Az idény végén aláírt egy új, egy évre szóló szerződést. Joleon Lescott leigazolása után is megtartotta helyét a csapatban.

### Derby County
2008. január 31-én Stubbs ingyen a Derby Countyhoz szerződött. A 2007–08-as szezon végéig 8 bajnokin lépett pályára, mielőtt a csapat a másodosztályba esett ki.

## Válogatott
Stubbs 1994. május 10-én behívót kapott az angol B válogatottba Észak-Írország tartalékai ellen. A mérkőzést az angolok nyerték 4–2 arányban a Hillsborough-ban.

## Statisztika
Utolsó frissítés: 2008. május 20.
| Csapat           | Szezon  | Bajnokság | Bajnokság | Kupa    | Kupa  | UEFA    | UEFA  | Összesen | Összesen |
| Csapat           | Szezon  | Meccsek   | Gólok     | Meccsek | Gólok | Meccsek | Gólok | Meccsek  | Gólok    |
| ---------------- | ------- | --------- | --------- | ------- | ----- | ------- | ----- | -------- | -------- |
| Bolton Wanderers | 1990–91 | 23        | 0         |         |       |         |       | 23       | 0        |
| Bolton Wanderers | 1991–92 | 32        | 1         |         |       |         |       | 32       | 1        |
| Bolton Wanderers | 1992–93 | 42        | 2         |         |       |         |       | 42       | 2        |
| Bolton Wanderers | 1993–94 | 41        | 1         |         |       |         |       | 41       | 1        |
| Bolton Wanderers | 1994–95 | 39        | 1         | 1       | 0     |         |       | 40       | 1        |
| Bolton Wanderers | 1995–96 | 25        | 4         |         |       |         |       | 25       | 4        |
| Bolton Wanderers | Össz.   | 202       | 9         | 1       | 0     |         |       | 203      | 9        |
| Celtic           |         |           |           |         |       |         |       |          |          |
| 1996–97          | 20      | 0         | 4         | 0       |       |         | 24    | 0        |          |
| 1997–98          | 29      | 1         | 7         | 0       | 2     | 0       | 38    | 1        |          |
| 1998–99          | 23      | 1         | 3         | 0       | 5     | 1       | 31    | 2        |          |
| 1999–00          | 23      | 0         | 4         | 0       | 6     | 0       | 33    | 0        |          |
| 2000–01          | 11      | 1         | 1         | 0       |       |         | 12    | 1        |          |
| Össz.            | 106     | 3         | 19        | 0       | 13    | 1       | 138   | 4        |          |
| Everton          | 2001–02 | 31        | 2         | 6       | 1     |         |       | 37       | 3        |
| Everton          | 2002–03 | 35        | 0         | 3       | 0     |         |       | 38       | 0        |
| Everton          | 2003–04 | 27        | 0         | 4       | 0     |         |       | 31       | 0        |
| Everton          | 2004–05 | 31        | 1         | 5       | 0     |         |       | 36       | 1        |
| Everton          | Össz.   | 124       | 3         | 18      | 1     |         |       | 142      | 4        |
| Sunderland       | 2005–06 | 10        | 1         | 1       | 0     |         |       | 11       | 1        |
| Sunderland       | Össz.   | 10        | 1         | 1       | 0     |         |       | 11       | 1        |
| Everton          | 2005–06 | 14        | 0         |         |       |         |       | 14       | 0        |
| Everton          | 2006–07 | 23        | 2         | 1       | 0     |         |       | 24       | 2        |
| Everton          | 2007–08 | 8         | 1         | 3       | 0     | 1       | 0     | 12       | 1        |
| Everton          | Össz.   | 45        | 3         | 4       | 0     | 1       | 0     | 50       | 3        |
| Derby County     | 2007–08 | 8         | 0         |         |       |         |       | 8        | 0        |
| Derby County     | Össz.   | 8         | 0         |         |       |         |       | 8        | 0        |
| Összesen         |         | 495       | 19        | 43      | 1     | 14      | 1     | 552      | 21       |